# Toongenerator

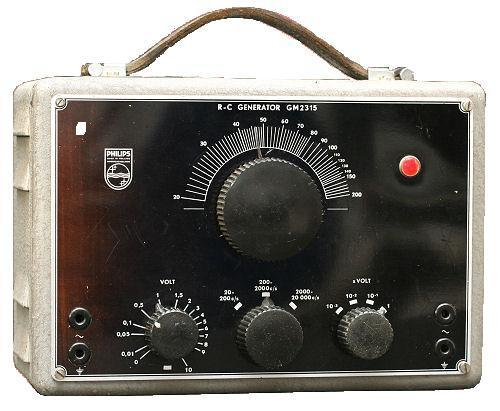
Philips GM2315 RC generator. bouwjaar 1949

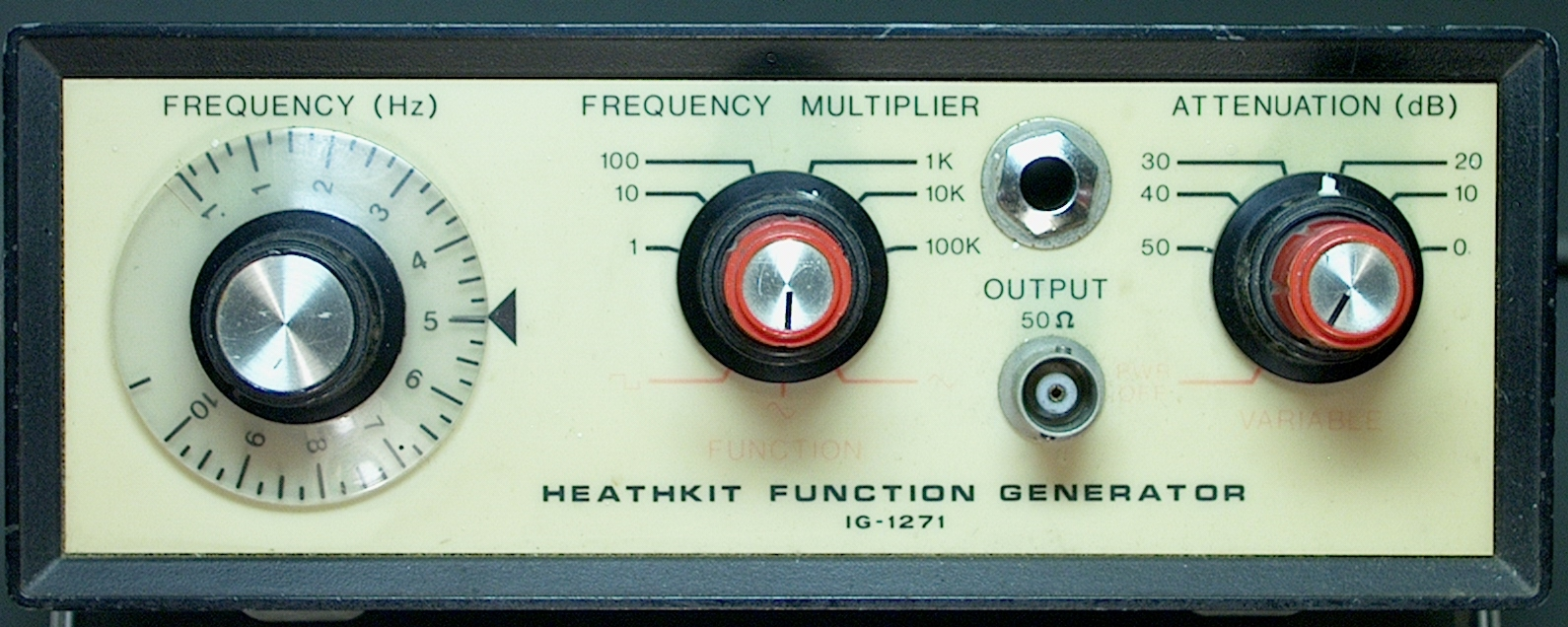
Eenvoudige signaalgenerator

Een toongenerator is een elektronisch apparaat waarmee een sinusvormige wisselspanning kan worden opgewekt ten behoeve van metingen aan onder andere geluidsapparatuur. Een toongenerator heeft een beperkt frequentiebereik waarvan het grootste deel binnen het bereik valt van het menselijk gehoor (ca. 20 Hz ... 20 kHz). In zijn eenvoudigste vorm is een toongenerator een regelbare oscillator.
De frequentie en amplitude van de uitgangsspanning zijn instelbaar, bij voorkeur door middel van een geijkte regelknop. Voor deze instellingen zijn soms aparte grof- en fijnregelingen aanwezig, respectievelijk bestaande uit een stappenschakelaar (bijvoorbeeld in stappen van 1:10 of 20 dB) en een lineaire potentiometer. Sommige uitvoeringen beschikken ook over een regelknop waarmee een gelijkspanningscomponent (de zogenaamde offset) aan het signaal kan worden toegevoegd.
Het afgegeven signaal moet aan hoge eisen voldoen om betrouwbare metingen te kunnen uitvoeren, met name de brom-, ruis- en vervormingscijfers moeten zeer laag zijn.
Met het signaal van een dergelijke generator als referentie kan van een ander apparaat bijvoorbeeld de versterkingsfactor, de frequentiekarakteristiek of het vervormingspercentage bepaald worden, bijvoorbeeld met een oscilloscoop of een vervormingsmeter.
De toongenerator is een zeer eenvoudig meetapparaat met een beperkt aantal mogelijkheden. Een uitgebreidere versie meetapparaat waarmee ook andere golfvormen kunnen worden opgewekt, is de signaalgenerator.